# 伊藤智彦
伊藤 智彦（いとう ともひこ、1978年10月20日 - ）は、日本の男性アニメーション演出家、アニメーション監督。愛知県春日井市出身。東京商船大学卒業。東京都新宿区在住。別名義に神楽坂 時市がある。2016年からアニプレックス専属脚本チーム「スクリプトルーム」ルーム長。

## 来歴・人物
東京海洋大学（旧東京商船大学）在学時に早稲田大学アニメーション研究会に参加し、就職活動もアニメ業界を目指した。マッドハウスに入社し、制作進行から演出に転向。マッドハウスに所属している期間から神楽坂時市の変名で様々な作品に参加する。荒木哲郎監督の『DEATH NOTE』で監督助手、細田守監督の『時をかける少女』と『サマーウォーズ』で助監督を務めた後、『世紀末オカルト学院』で監督デビュー。
2017年に監督した『劇場版 ソードアート・オンライン -オーディナル・スケール-』は国内興行収入25億円を超える大ヒットとなり、海外でも異例のヒットを記録した。
ラジオ番組『青春ラジメニア』のリスナーで、番組に『世紀末オカルト学院』でデビューすることを送っている。また2010年10月16日の放送では、「フライングヒューマノイド」をリクエストしている。

## 参加作品

### テレビアニメ
2001年
- X -エックス-（設定制作）

2004年
- MONSTER（絵コンテ・演出・設定制作）

2005年
- ゾイドジェネシス（絵コンテ）※神楽坂時市名義
- 闘牌伝説アカギ 〜闇に舞い降りた天才〜（絵コンテ・演出）
- BLOOD+（絵コンテ）※神楽坂時市名義

2006年
- 彩雲国物語（絵コンテ）
- DEATH NOTE（監督助手・絵コンテ・演出・脚本・ED2絵コンテ/演出）

2007年
- CLAYMORE（絵コンテ）
- 魔人探偵脳噛ネウロ（監督助手・絵コンテ・演出）

2008年
- 黒塚 KUROZUKA（絵コンテ・演出）
- ミチコとハッチン（絵コンテ・演出）※神楽坂時市名義
- PERSONA -trinity soul-（絵コンテ）※神楽坂時市名義
- かんなぎ（絵コンテ）※神楽坂時市名義

2009年
- こばと。（絵コンテ・演出）
- スティッチ! 〜いたずらエイリアンの大冒険〜（第一期OP演出）

2010年
- ソ・ラ・ノ・ヲ・ト（絵コンテ）※神楽坂時市名義
- 世紀末オカルト学院（監督・絵コンテ・演出・OP絵コンテ）

2011年
- フラクタル（絵コンテ・演出）
- 魔法少女まどか☆マギカ（絵コンテ）
- あの日見た花の名前を僕達はまだ知らない。（絵コンテ・演出）
- 青の祓魔師（絵コンテ、ED2絵コンテ・演出）
- HUNTER×HUNTER（日本テレビ版）（ED1コンテ・演出）
- ちはやふる（絵コンテ）
- ギルティクラウン（絵コンテ）
- けものおと。（演出）

2012年
- ソードアート・オンライン（監督・絵コンテ・演出・OP絵コンテ･演出）

2013年
- 銀の匙 Silver Spoon（監督・音響監督・絵コンテ・演出・OP絵コンテ/演出）

2014年
- 銀の匙 Silver Spoon 第二期（音響監督・絵コンテ）
- ソードアート・オンラインII（監督・脚本・絵コンテ・演出・OP絵コンテ・演出）

2015年
- 血界戦線（絵コンテ）
- GATE 自衛隊 彼の地にて、斯く戦えり（絵コンテ）
- ノラガミ ARAGOTO（絵コンテ）

2016年
- 僕だけがいない街（監督・絵コンテ・演出・OP絵コンテ･演出）

2017年
- 3月のライオン（絵コンテ）
- Fate/Apocrypha（OP絵コンテ・演出）

2018年
- ソードアート・オンライン オルタナティブ ガンゲイル・オンライン（ED絵コンテ・演出）
- 進撃の巨人（絵コンテ）

2019年
- からくりサーカス（絵コンテ）

2020年
- 22/7（絵コンテ）
- 富豪刑事 Balance:UNLIMITED（監督・絵コンテ・演出・OP絵コンテ・演出）

2021年
- 86-エイティシックス-（絵コンテ・演出）

2022年
- 東京24区（絵コンテ）
- リコリス・リコイル（絵コンテ）

2023年
- TRIGUN STAMPEDE（絵コンテ）
- NieR:Automata Ver1.1a（絵コンテ）
- 天国大魔境（絵コンテ）
- 無職転生 II 〜異世界行ったら本気だす〜（絵コンテ）
- わたしの幸せな結婚（絵コンテ）

2025年
- UniteUp! -Uni:Birth-（絵コンテ）

### 劇場アニメ
- WXIII 機動警察パトレイバー（2002年、制作進行）
- 時をかける少女（2006年、助監督）
- ピアノの森（2007年、演出補佐）
- サマーウォーズ（2009年、助監督）
- 劇場版 ソードアート・オンライン -オーディナル・スケール-（2017年、監督・脚本・絵コンテ）
- HELLO WORLD（2019年、監督・絵コンテ）

### OVA
- CLUSTER EDGE Secret Episode（2006年、絵コンテ）※神楽坂時市名義

### Webアニメ
- 聖闘士星矢: Knights of the Zodiac（2019年、絵コンテ）

### その他
- 『ワンダーX』、KADOKAWA〈角川コミックス・エース〉、既刊2巻（漫画：黒山メッキ、『コミックNewtype』2022年9月16日[5] - 連載中） - 原作担当。
  1. 2024年9月10日発売[6][7]、ISBN 978-4-04-114983-6
  2. 2024年9月10日発売[6][8]、ISBN 978-4-04-114985-0

## ラジオ
- dアニメストア presents 「僕だけがいない街」土屋太鳳×伊藤智彦監督 スペシャルWEBラジオ!（dアニメストア：2016年1月14日 - 3月24日）[9]